# プセの冒険 真紅の魔法靴
『プセの冒険 真紅の魔法靴』 (Le Petit Poucet) は、2001年のフランス映画。フランスの詩人、シャルル・ペローの童話『親指小僧』 (Le Petit Poucet) の実写映画化。
日本では、プレノンアッシュ配給で2002年初夏にも『リトル・トム』の題で劇場公開される予定であったが、劇場公開されないまま2011年に『プセの冒険 真紅の魔法靴』の題でDVDが発売された。

## スタッフ
- 監督：オリヴィエ・ダアン
- 撮影：アレックス・ラマルク
- 音楽：久石譲

## キャスト
- ニルス・ウーゴン - プセ
- ラファエル・フッシュ・ウィリ - ピエロ
- ウィリアム・トゥイル - マルタン
- ピエール・オーギュスタン・クレン - ジャック
- Théodule Carré-Cassaigne - ジョゼフ
- Hanna Berthaut - ローズ（人食い鬼の娘）
- ロマーヌ・ボーランジェ - プセの母親
- Pierre Berriau - プセの父親
- Dominique Hulin - 人食い鬼
- エロディ・ブシェーズ - 人食い鬼の妻
- サミー・ナセリ - 鉄義足の騎士
- カトリーヌ・ドヌーヴ - 女王
- サイード・タグマウイ - 兵隊長
- クレマン・シボニー - 瀕死の兵士
- カルロ・ブラント - 騎兵
- ジャン＝ポール・ルーヴ - 女王の騎兵
- Maurice Barthelemy - 女王の会計士
- ロマン・デュリス - 衛兵

## 吹き替え
- プセ - 矢島晶子
- 老年期のプセおよびナレーション - 千田光男
- ピエロ - 木村亜希子
- ジョゼフ - 一色まゆ
- マルタン - 園崎未恵
- ジャック - 西優子
- 人食い鬼の妻 - 百々麻子
- 女王 - 鈴木弘子
- ローズ - 桑島法子